# Athée (Côte-d'Or)
Pour les articles homonymes, voir Athée.
Athée est une commune française située dans le canton d'Auxonne du département de la Côte-d'Or, en région Bourgogne-Franche-Comté.
Le nom des habitants (gentilé) sont les  Athéens, Athéennes. Le sobriquet donné  aux habitants de la commune est « les canards ».

## Géographie
Athée se situe dans la région naturelle du Val de Saône, à 5 km d'Auxonne, chef-lieu du canton, 35 km de Dijon, chef-lieu du département de la Côte-d'Or et de la région Bourgogne-Franche-Comté, et 350 km de Paris, capitale de la France.

### Géologie et relief
La commune d'Athée s'étend sur 9,4 km2 et se situe à 190 m d'altitude moyenne, sur le fossé tectonique Bressan de la plaine de Saône. Les sols de la commune sont sablo-argileux.

### Hydrographie
La Saône est le principal cours d'eau traversant la commune d'Athée.

Des noues (Bois des Noues), des biefs (Charmots) et une retenue d'eau (domaine des carrières, situé aux lieux-dits En Egerras et les Pièces) sont aussi présents.

### Climat
Pour des articles plus généraux, voir Climat de la Bourgogne-Franche-Comté et Climat de la Côte-d'Or.
En 2010, le climat de la commune est de type climat des marges montargnardes, selon une étude du Centre national de la recherche scientifique s'appuyant sur une série de données couvrant la période 1971-2000. En 2020, Météo-France publie une typologie des climats de la France métropolitaine dans laquelle la commune est exposée à un climat semi-continental et est dans la région climatique Bourgogne, vallée de la Saône, caractérisée par un bon ensoleillement (1 900 h/an), un été chaud (18,5 °C), un air sec au printemps et en été et des vents faibles.
Pour la période 1971-2000, la température annuelle moyenne est de 10,4 °C, avec une amplitude thermique annuelle de 17,3 °C. Le cumul annuel moyen de précipitations est de 844 mm, avec 11,4 jours de précipitations en janvier et 7,9 jours en juillet. Pour la période 1991-2020, la température moyenne annuelle observée sur la station météorologique de Météo-France la plus proche, « Dole », sur la commune de Dole à 18 km à vol d'oiseau, est de 11,6 °C et le cumul annuel moyen de précipitations est de 1 023,0 mm,. Pour l'avenir, les paramètres climatiques de la commune estimés pour 2050 selon différents scénarios d'émission de gaz à effet de serre sont consultables sur un site dédié publié par Météo-France en novembre 2022.

## Urbanisme

### Typologie
Au 1er janvier 2024, Athée est catégorisée bourg rural, selon la nouvelle grille communale de densité à 7 niveaux définie par l'Insee en 2022.
Elle est située hors unité urbaine. Par ailleurs la commune fait partie de l'aire d'attraction de Dijon, dont elle est une commune de la couronne,. Cette aire, qui regroupe 333 communes, est catégorisée dans les aires de 200 000 à moins de 700 000 habitants,.

### Occupation des sols
L'occupation des sols de la commune, telle qu'elle ressort de la base de données européenne d’occupation biophysique des sols Corine Land Cover (CLC), est marquée par l'importance des territoires agricoles (40,1 % en 2018), en diminution par rapport à 1990 (48,6 %). La répartition détaillée en 2018 est la suivante : forêts (40,1 %), terres arables (21,7 %), prairies (12,4 %), zones urbanisées (9 %), eaux continentales (6,8 %), zones agricoles hétérogènes (6 %), zones industrielles ou commerciales et réseaux de communication (4 %). L'évolution de l’occupation des sols de la commune et de ses infrastructures peut être observée sur les différentes représentations cartographiques du territoire : la carte de Cassini (XVIIIe siècle), la carte d'état-major (1820-1866) et les cartes ou photos aériennes de l'IGN pour la période actuelle (1950 à aujourd'hui).

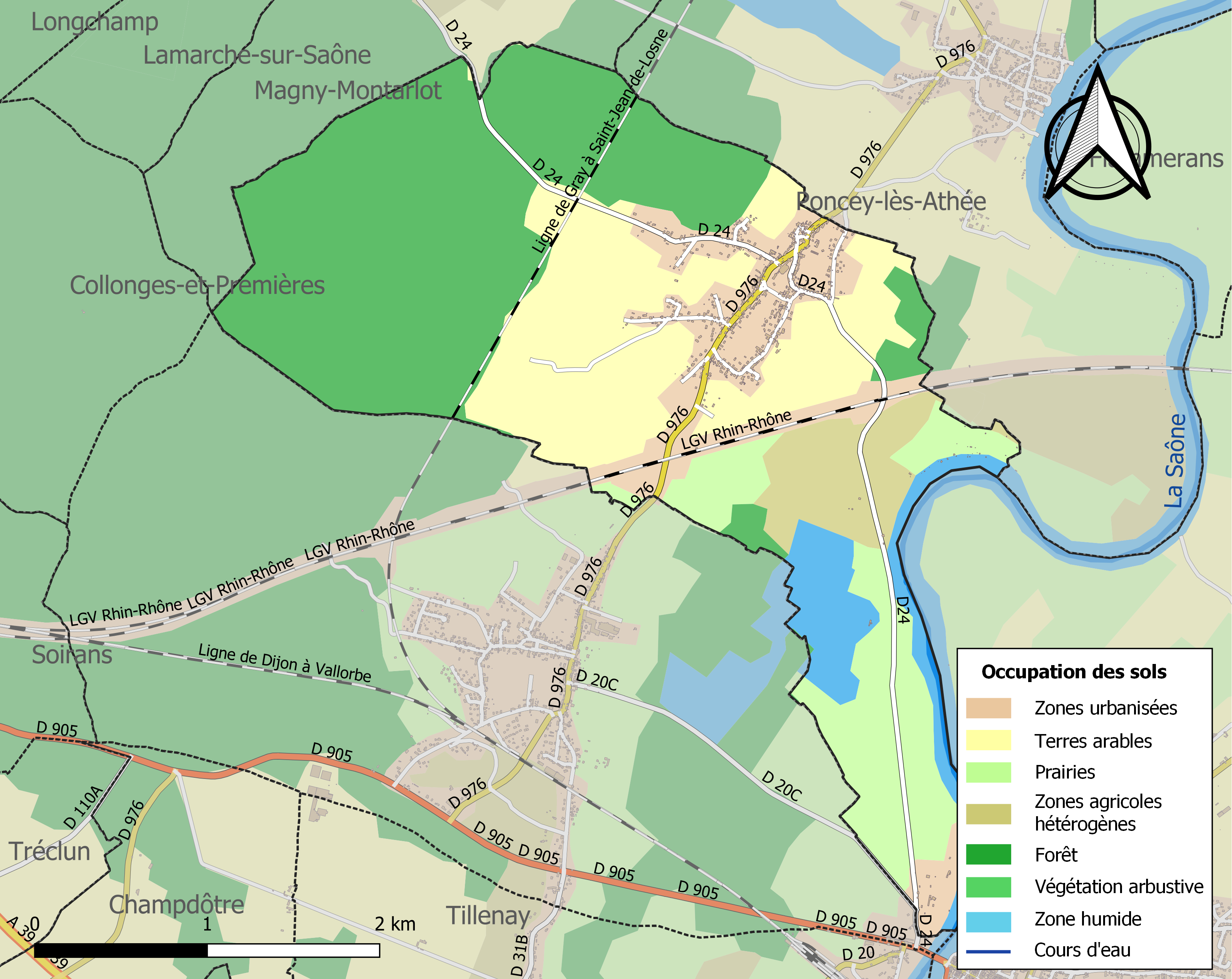
Carte des infrastructures et de l'occupation des sols de la commune en 2018 (CLC).

### Voies de communication et transports
Athée est accessible par les routes départementales 24 (Losne-Labergement-Foigney) et 976 (Saint-Usage-Talmay).

L'échangeur autoroutier le plus proche est celui de l'A39, à Soirans (8 km).
La gare ferroviaire la plus proche est celle d'Auxonne-Tillenay (5 km) située sur la ligne de Dijon-Ville à Vallorbe (frontière).

Les aéroports les plus proches sont ceux de Dole-Jura, à Tavaux (Jura), et de Dijon Bourgogne, à Longvic, tous deux situés à une trentaine de kilomètres.

La première phase de la LGV Rhin-Rhône (140 km), reliant Villers-les-Pots (Côte-d'Or) à Petit-Croix (Territoire de Belfort), inaugurée en 2011, traverse la commune.

## Toponymie
Selon l'époque et le scribe, la bourgade est attestée sous les formes Attegiae et Ateiae (VIIe s.), Ateia en 679, Attegias en 733  Ateias (IXe s.), Attegia (XIe s.), Ateae (XIIe s.),  Atheae et Athées (XIIIe s.), Estées (XIVe s.), Athée (XVIe s.), Attée (XVIIe s.), Athé et Athey (XVIIIe s.), et enfin Athée (depuis 1793).
Le toponyme Athée est issu du mot gaulois attegia, désignant les huttes ou cabanes de berger constituant le village originel.
Le même mot gaulois a également donné Athis-de-l'Orne dans l'Orne, et Athis-Mons en région parisienne, ainsi que les nombreux Athies qu'on peut trouver dans l'Aisne, dans la Somme, et ailleurs !

## Histoire
La plus vieille mention d'Athée majoritairement reconnue par les historiens date de 679 et figure dans une charte du cartulaire de l'abbaye Saint-Bénigne de Dijon.
La seigneurie d'Athée, composée d'Athée, de Poncey, de la « Grange Lochère », située au bout du pont de Saône d'Auxonne, ainsi que de Magny-lès-Auxonne, est probablement fondée au début du Moyen Âge central.
Elle se situe en terre d'Empire et constitue l'un des trois territoires du fief de Saint-Seine-sur-Vingeanne, dépendant du comté d'Auxonne, tenu par des comtes pour les moines du prieuré de Saint-Vivant-en-Amous. Le seigneur d'Athée est donc le vassal de celui de Saint-Seine, lui-même vassal du comte d'Auxonne, lui-même vassal des moines de Saint-Vivant, eux-mêmes vassaux de l'empereur.
À partir de 1237, le comte d'Auxonne est remplacé dans cette chaîne de vassalité par le duc de Bourgogne, à la suite d'un échange de terres entre le duc Hugues IV de Bourgogne et le comte Jean Ier de Chalon.
De 1366 à la Révolution française, la seigneurie d'Athée est tenue par des coseigneurs, que sont les chanoines de la Sainte-Chapelle de Dijon, d'une part, et un seigneur laïc (familles Laverne, Senevoy, Moussier ...), d'autre part. 
En 1516, la seigneurie devient une terre du royaume de France, dépendant du bailliage d'Auxonne et de la généralité de Bourgogne.
Entre 1790 et 1794, Athée, délesté de Poncey et de Magny, devient une commune, dépendant du canton d'Auxonne, du district de Saint-Jean-de-Losne et du département de la Côte-d'Or.
Depuis 1801, la commune dépend du canton d'Auxonne, de l'arrondissement de Dijon, du département de la Côte-d'Or et, depuis 1960, de la région Bourgogne.
Concernant les affaires spirituelles, Athée est, jusqu'en 1790, le siège d'une cure, dont le collateur est le sacristain de l'église Saint-Bénigne de Dijon, dépendant d'abord du doyenné d'Oscheret, puis de l'archiprêtré de Genlis, et du diocèse de Chalon.
De nos jours, Athée fait partie de la paroisse d'Auxonne, du doyenné de Vingeanne-Saône et du diocèse de Dijon.
Faits marquants :
- v.1450 : édification du « Vieux château » d'Athée[18].
- 1516 : Athée devient française.
- 1674 : le roi Louis XIV, venu pour assiéger la capitale comtoise, Dole, son épouse, la reine Marie-Thérèse d'Espagne et son fils le Grand Dauphin Louis de France passent la nuit chez le comte de Moussier, au « Vieux château » d'Athée, afin d'éviter la peste sévissant alors à Auxonne[19].
- 1793 : Athée est érigée en commune[13].
- 1856-1857 : reconstruction de l'église de la Nativité-de-Notre-Dame, en conservant le chœur du XIIIe siècle.
- 1868 : édification de l'école de garçons, devenue mairie jusqu'à mi 2015.
- 1875-1876 : fondation de la maison de retraite d'Athée, par Victor et Fanny Moussier. Sur la face sud de la chapelle, on peut lire un chiffre inscrit en haut de chacun des quatre piliers rappelant cette date.
- 1877 et 1885 : deux incendies ravagent le village.
- 1915 : Athée est investie par l'armée d'Orient, jusqu'à son embarquement au quai militaire de Villers-les-Pots[18].
- 2011 : mise en service de la ligne TGV Rhin-Rhône traversant Athée en bordure de village.
- 2015 : la mairie prend place au château, à la suite d'un bail emphytéotique de 99 ans signé en 2011 avec les Sœurs de la Charité de Saint Vincent de Paul .

## Politique et administration

### Liste des maires
| Période                                  | Période    | Identité          | Étiquette | Qualité                                |
| ---------------------------------------- | ---------- | ----------------- | --------- | -------------------------------------- |
| 1815                                     | 1816       | Louis Moussier    |           | Ancien vicomte-mayeur (maire) de Dijon |
| 1871                                     | 1892       | Pierre Quenot     |           |                                        |
| 1920                                     | après 1942 | Norbert Pauthier  |           |                                        |
| 2001                                     | 2008       | Jean-Louis Martin |           |                                        |
| 2008                                     | 2020       | Serge Perron      | SE        | Retraité Fonction publique             |
| 2020                                     | En cours   | Gilbert Mazaudier |           |                                        |
| Les données manquantes sont à compléter. |            |                   |           |                                        |

## Démographie
L'évolution du nombre d'habitants est connue à travers les recensements de la population effectués dans la commune depuis 1793. Pour les communes de moins de 10 000 habitants, une enquête de recensement portant sur toute la population est réalisée tous les cinq ans, les populations de référence des années intermédiaires étant quant à elles estimées par interpolation ou extrapolation. Pour la commune, le premier recensement exhaustif entrant dans le cadre du nouveau dispositif a été réalisé en 2004.

En 2022, la commune comptait 794 habitants, en évolution de +1,66 % par rapport à 2016 (Côte-d'Or : +0,82 %, France hors Mayotte : +2,11 %).
| 1793 | 1800 | 1806 | 1821 | 1831 | 1836 | 1841 | 1846 | 1851 |
| ---- | ---- | ---- | ---- | ---- | ---- | ---- | ---- | ---- |
| 463  | 469  | 402  | 467  | 538  | 492  | 482  | 509  | 516  |

| 1856 | 1861 | 1866 | 1872 | 1876 | 1881 | 1886 | 1891 | 1896 |
| ---- | ---- | ---- | ---- | ---- | ---- | ---- | ---- | ---- |
| 540  | 510  | 509  | 509  | 548  | 549  | 570  | 539  | 531  |

| 1901 | 1906 | 1911 | 1921 | 1926 | 1931 | 1936 | 1946 | 1954 |
| ---- | ---- | ---- | ---- | ---- | ---- | ---- | ---- | ---- |
| 521  | 506  | 503  | 451  | 441  | 469  | 470  | 482  | 464  |

| 1962 | 1968 | 1975 | 1982 | 1990 | 1999 | 2004 | 2006 | 2009 |
| ---- | ---- | ---- | ---- | ---- | ---- | ---- | ---- | ---- |
| 472  | 499  | 531  | 610  | 593  | 600  | 694  | 737  | 778  |

| 2014 | 2019 | 2022 | - | - | - | - | - | - |
| ---- | ---- | ---- | - | - | - | - | - | - |
| 776  | 781  | 794  | - | - | - | - | - | - |

## Culture locale et patrimoine

### Lieux et monuments
- Château (probablement XVe s.), dit « Vieux-Château », rue du Centre ;
- Croix (XIXe s.), rue de l'Église, rue du Centre et rue de la Saône ;
- École de Filles (XIXe s.), aujourd'hui habitation, rue du Centre ;
- Église Notre-Dame-de-la-Nativité (XIXe s. avec chœur du XIIIe), rue de l'Église ;
- Lavoir (XIXe s.), rue de l'Égalité ;
- Mairie (XIXe s.), rue de l'Égalité;
- Maison de retraite « Les Logis du Parc Victor et Fanny Moussier » depuis 1875, rue du Centre ;
- Bascule (XXe s.), rue du Centre/rue de la Bascule ;
- Monument aux morts (XXe s.), rue de l'Église ;
- Puits (n.d.), rue de l'Égalité et rue du Centre.

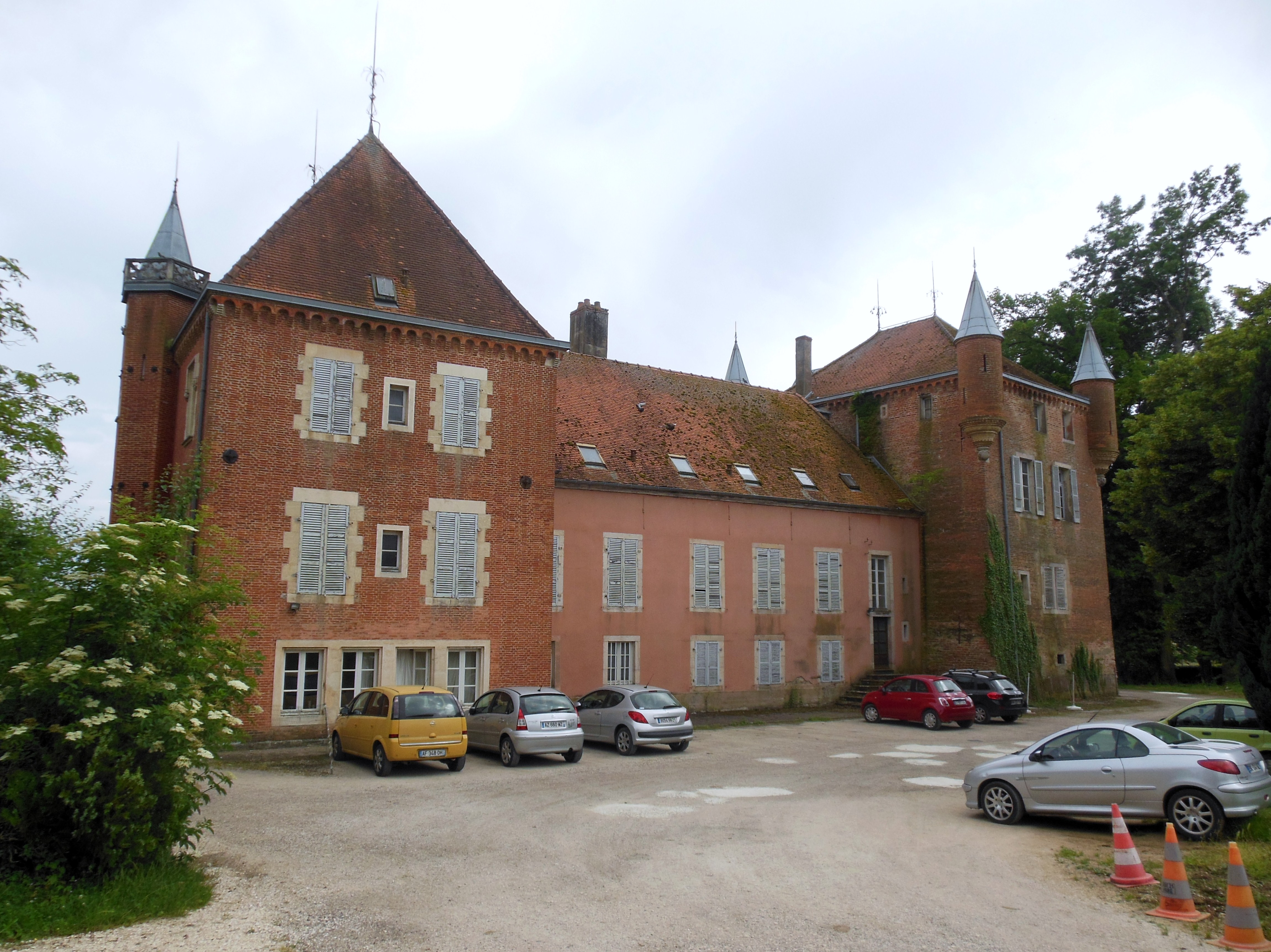
« Vieux château », côté cour.
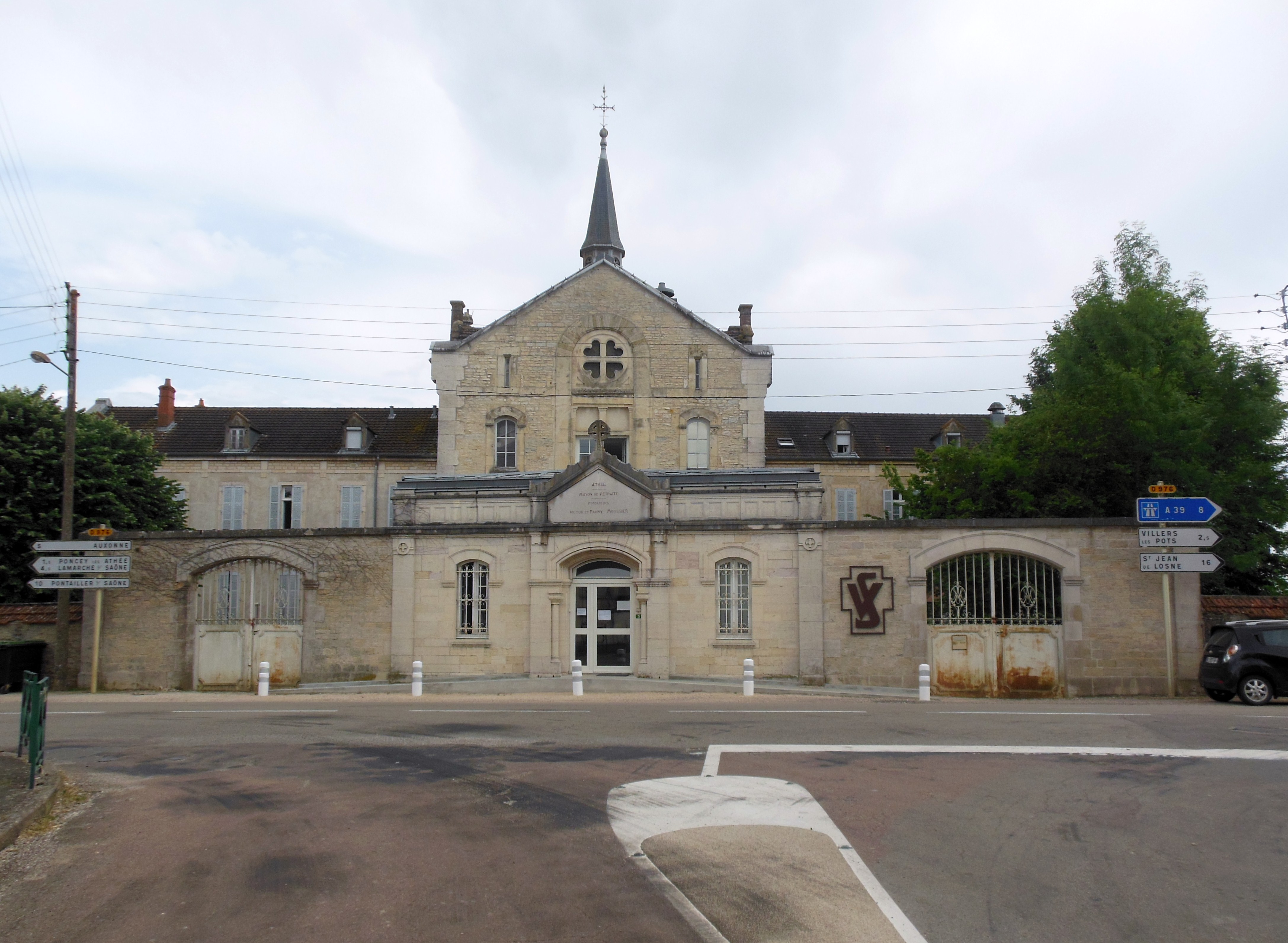
Maison de retraite.
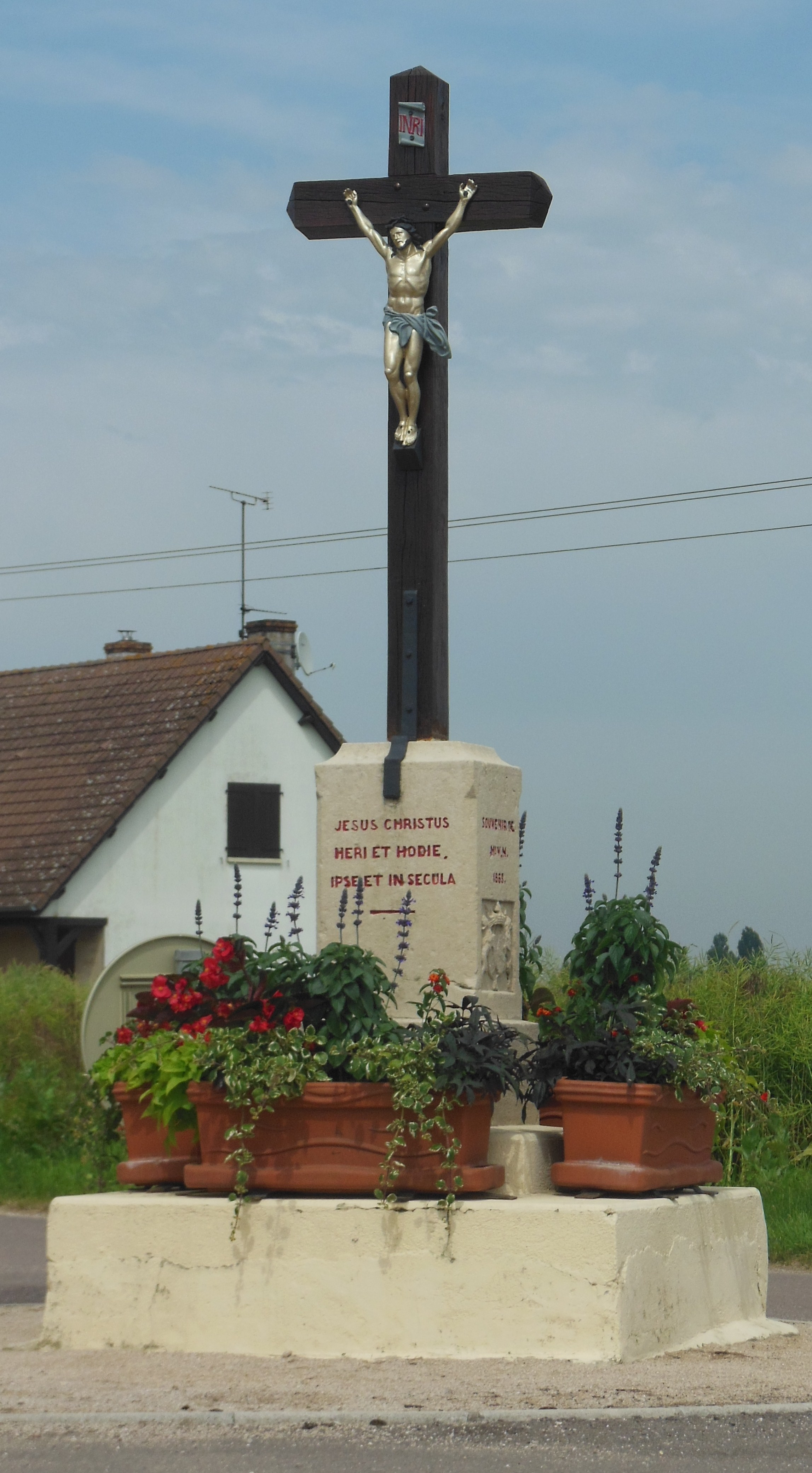
Croix, rue de Saône.
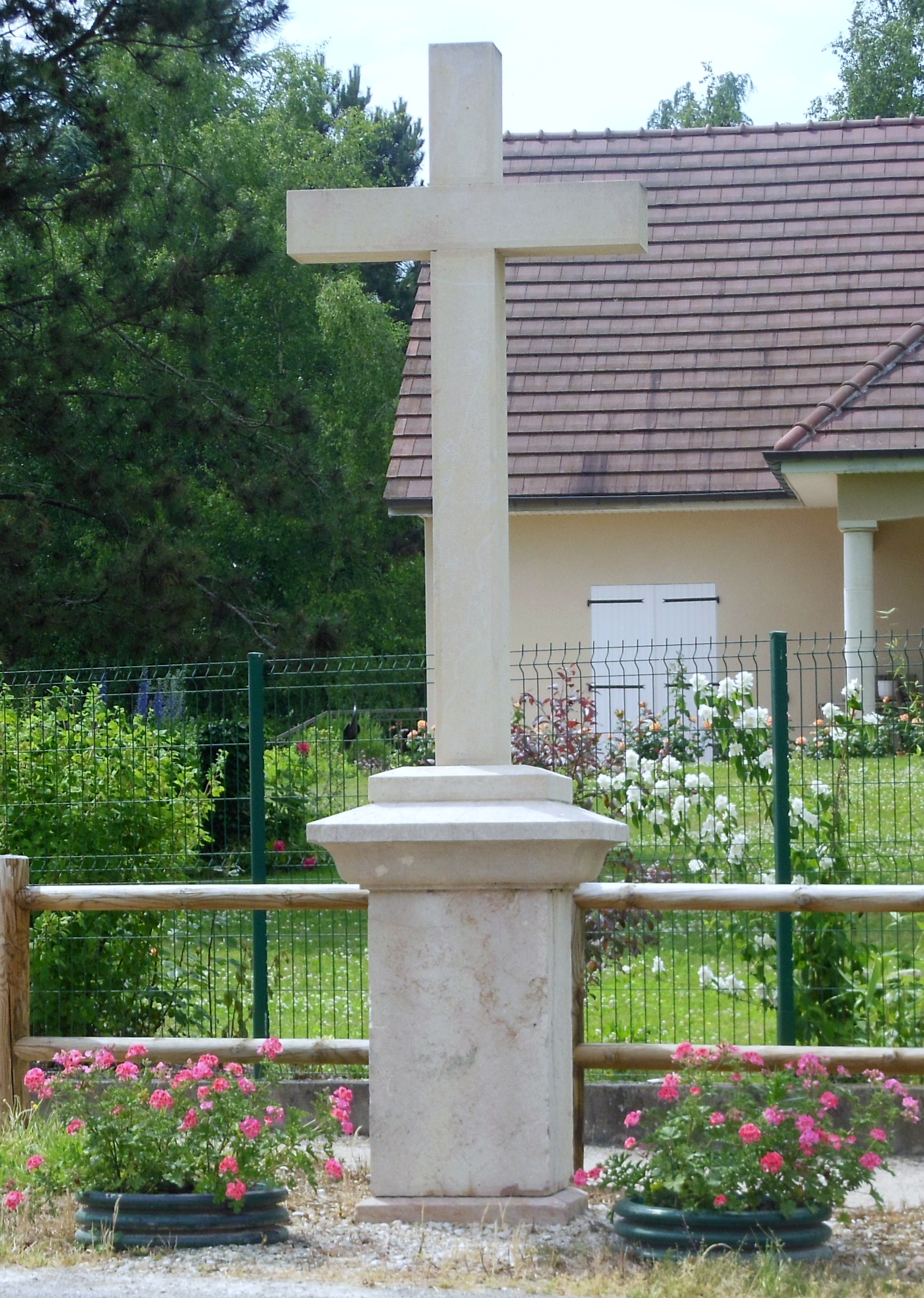
Croix, rue du Centre.
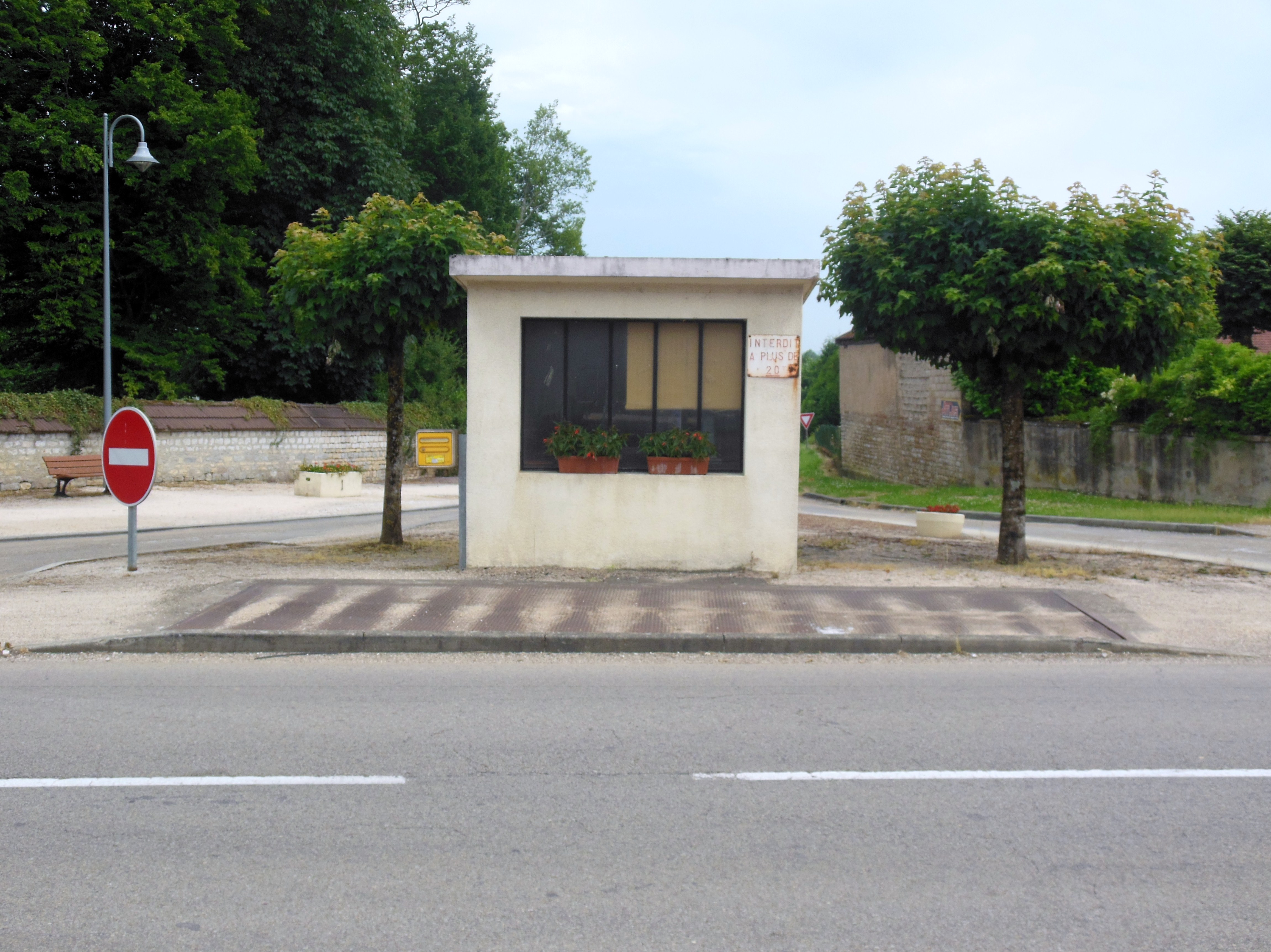
Bascule.
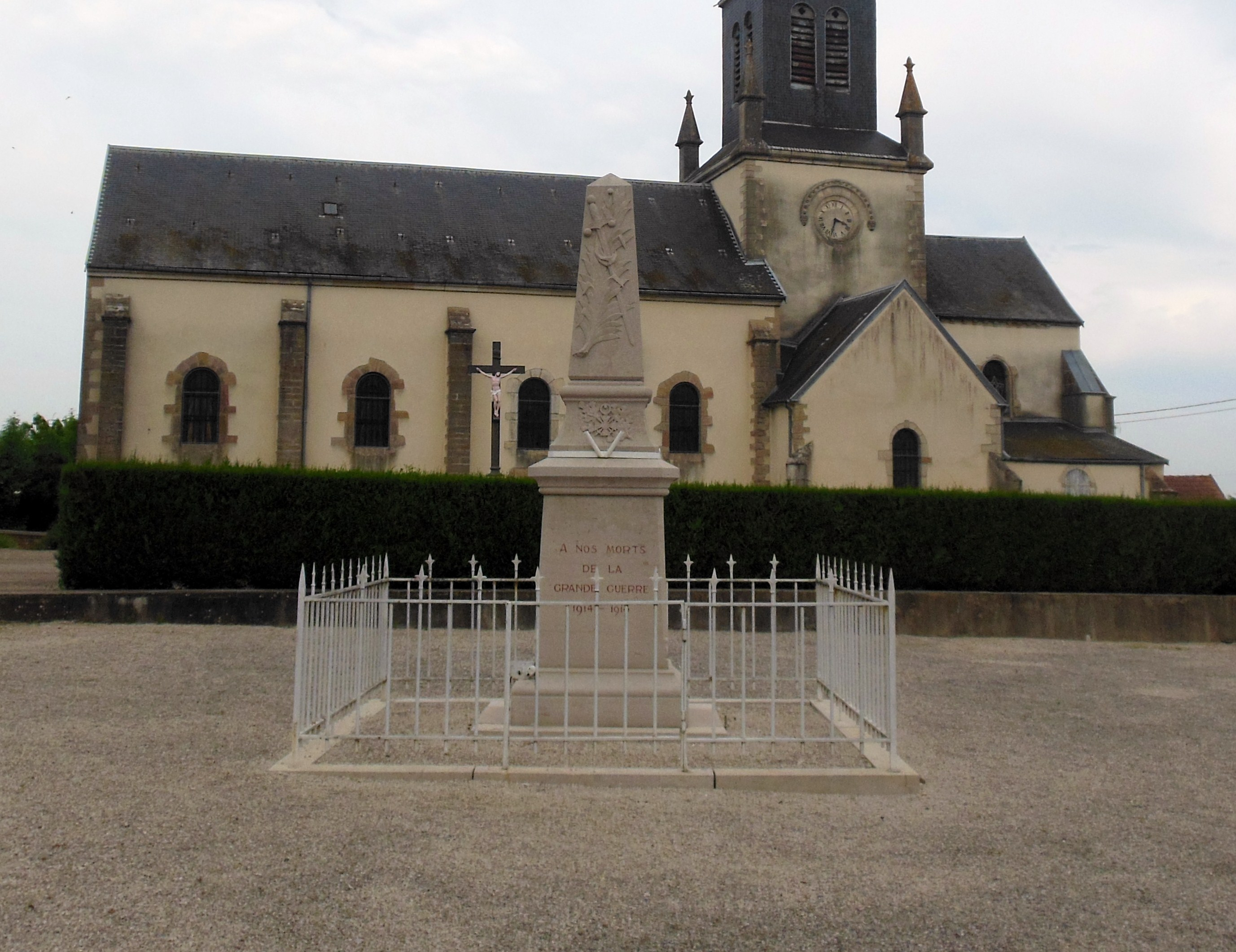
Monument aux morts.
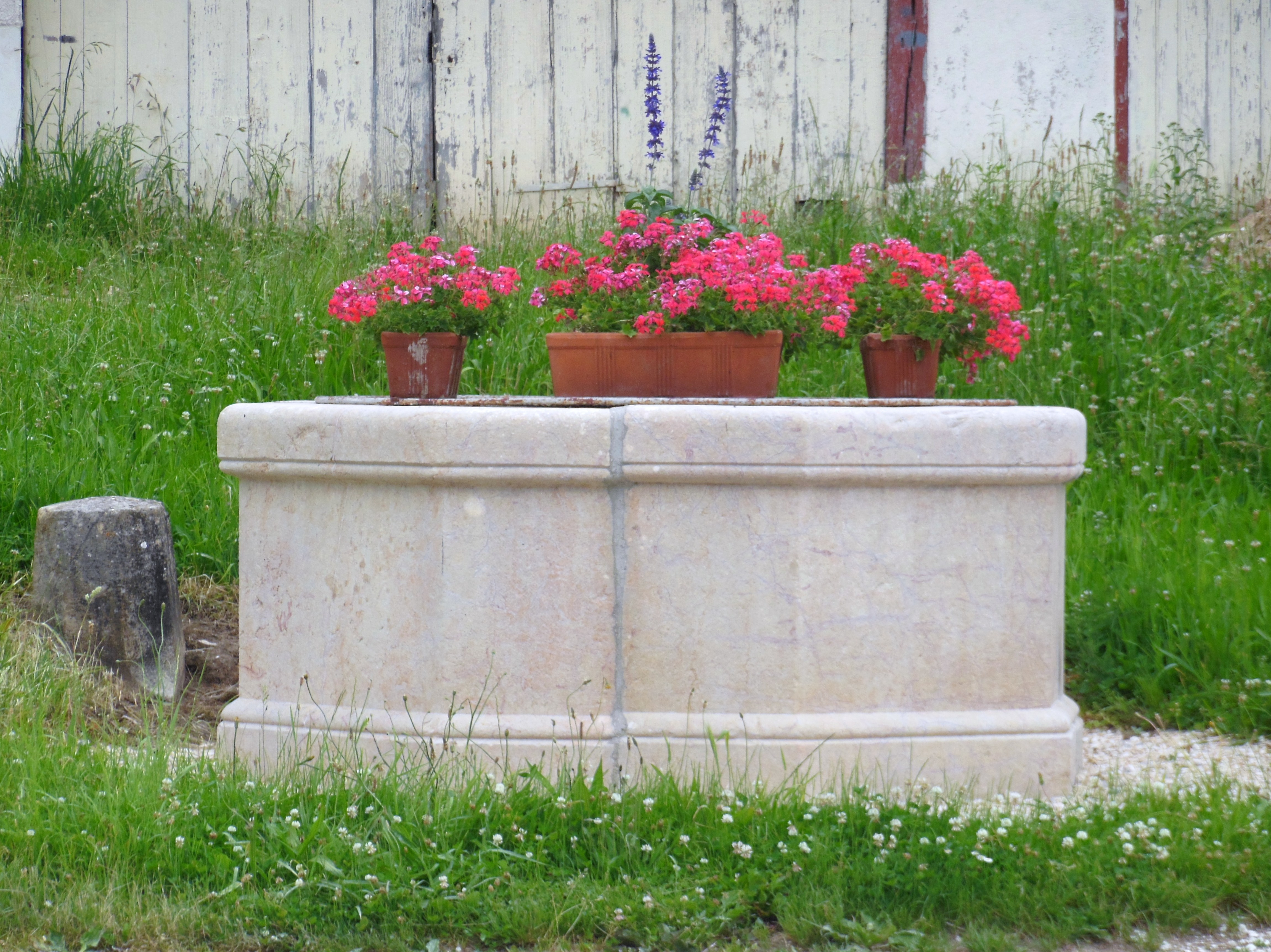
Puits 1, rue de l'Égalité.
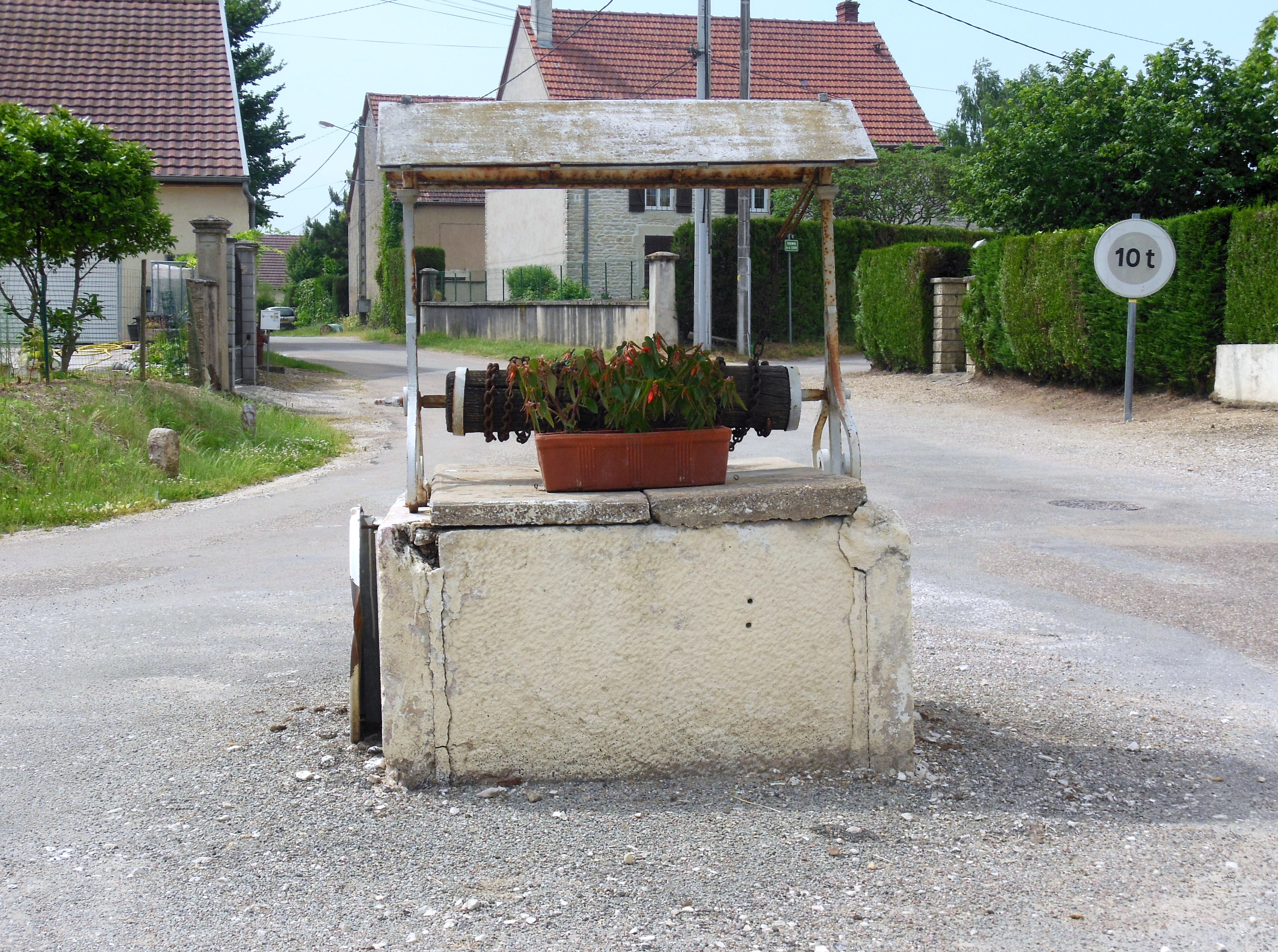
Puits 2, rue du Centre.
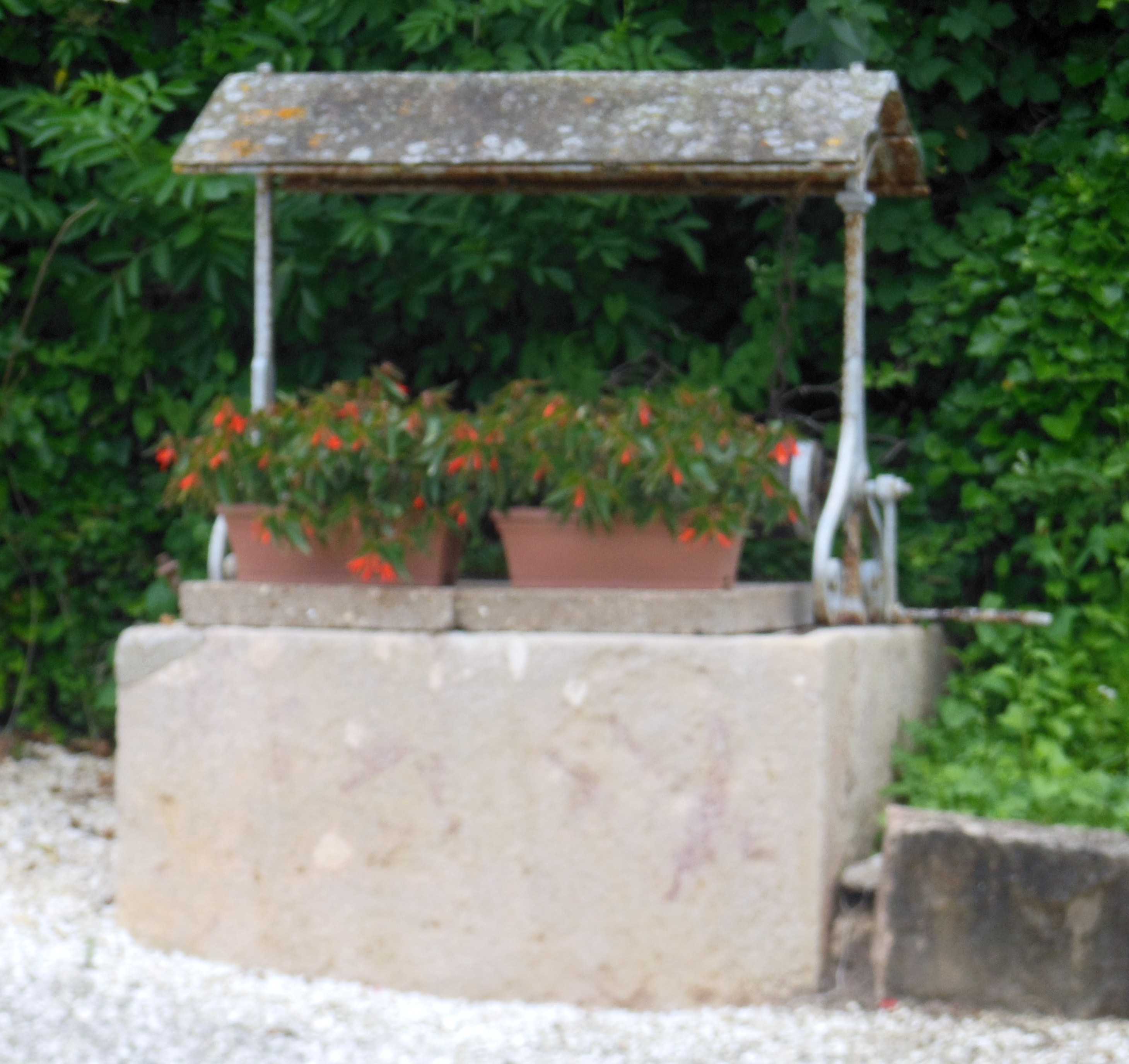
Puits 3, rue du Centre.
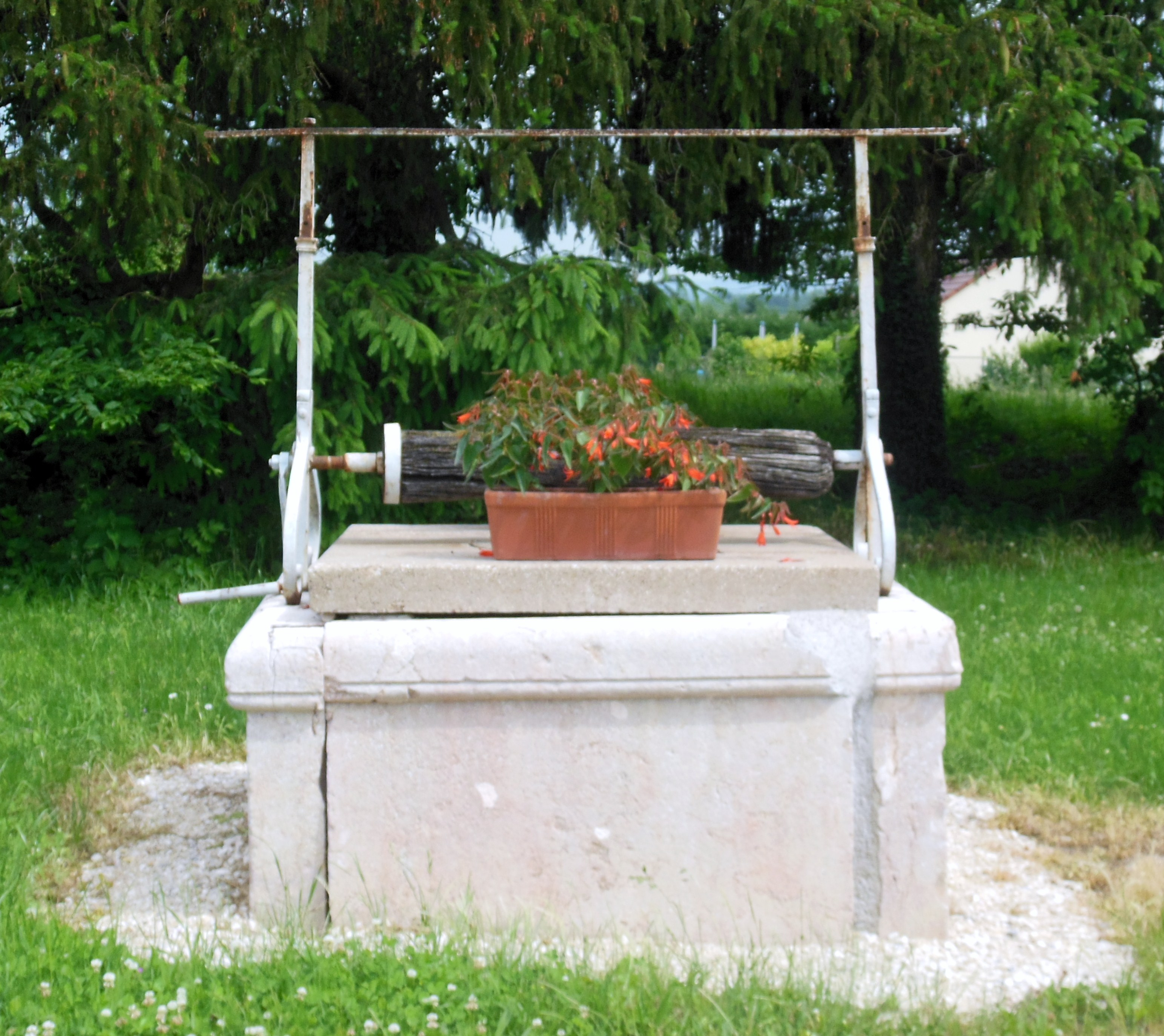
Puits 4, rue du Centre.
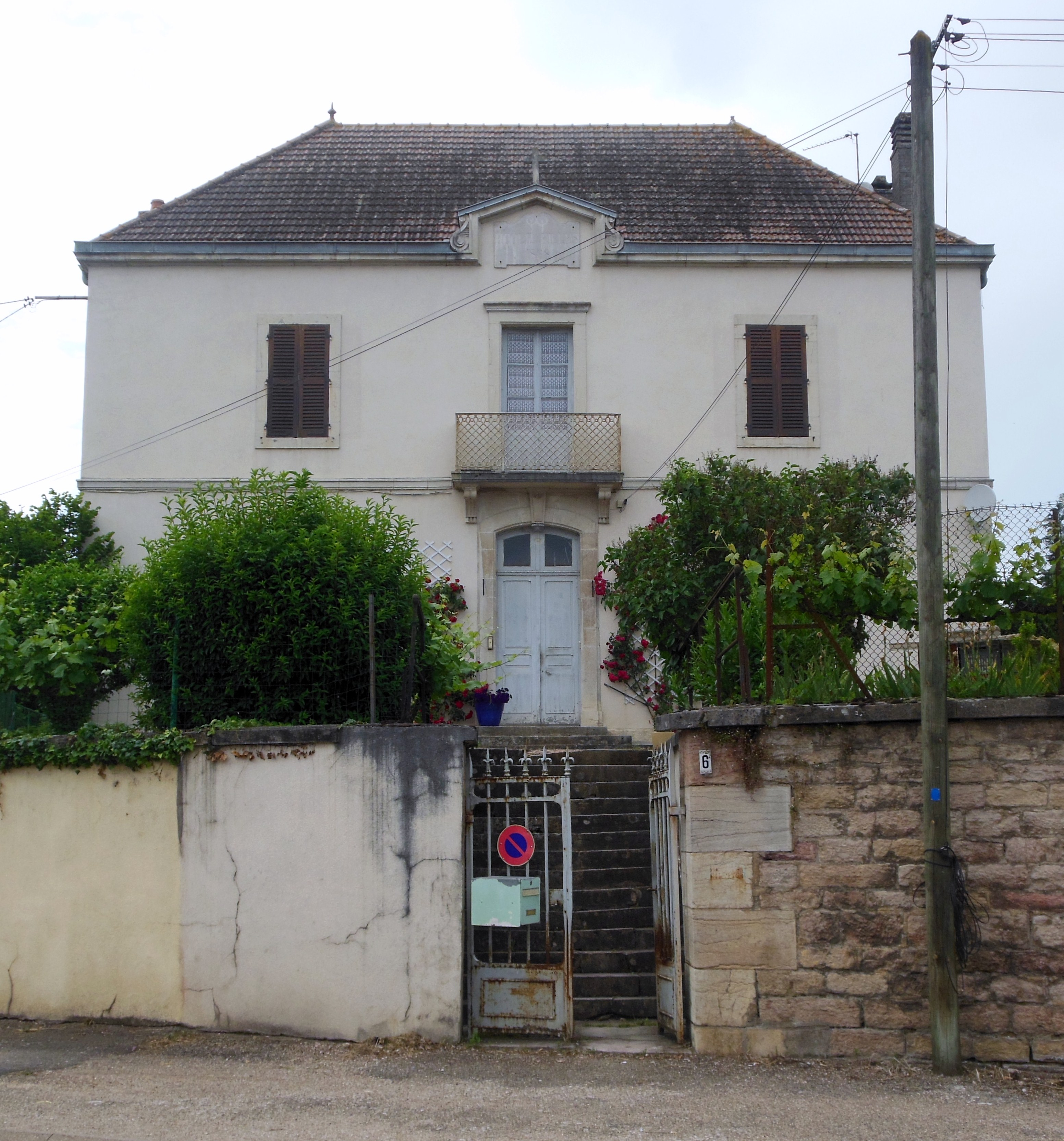
Ancienne école de filles.
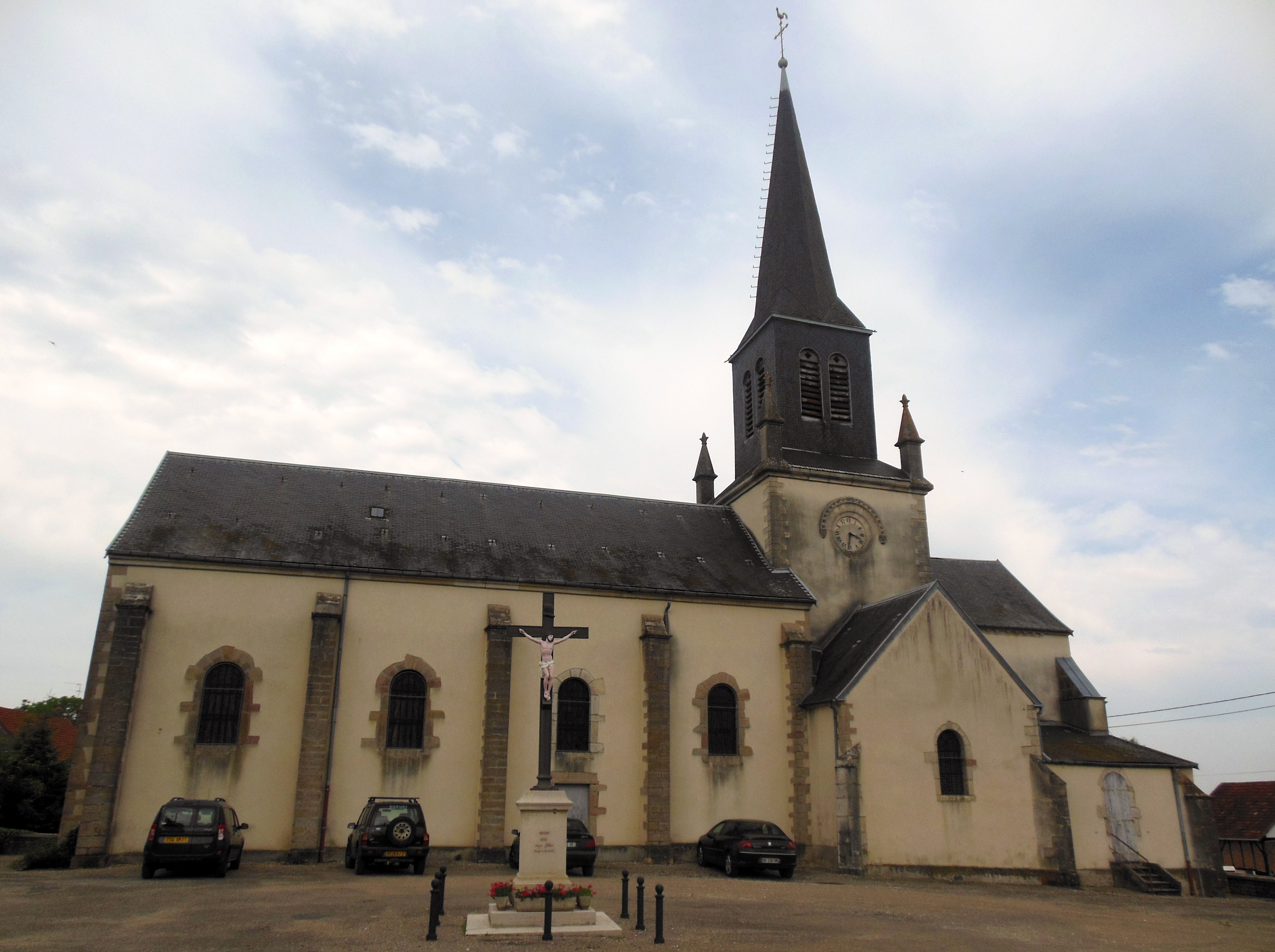
Église Notre-Dame-de-la-Nativité.
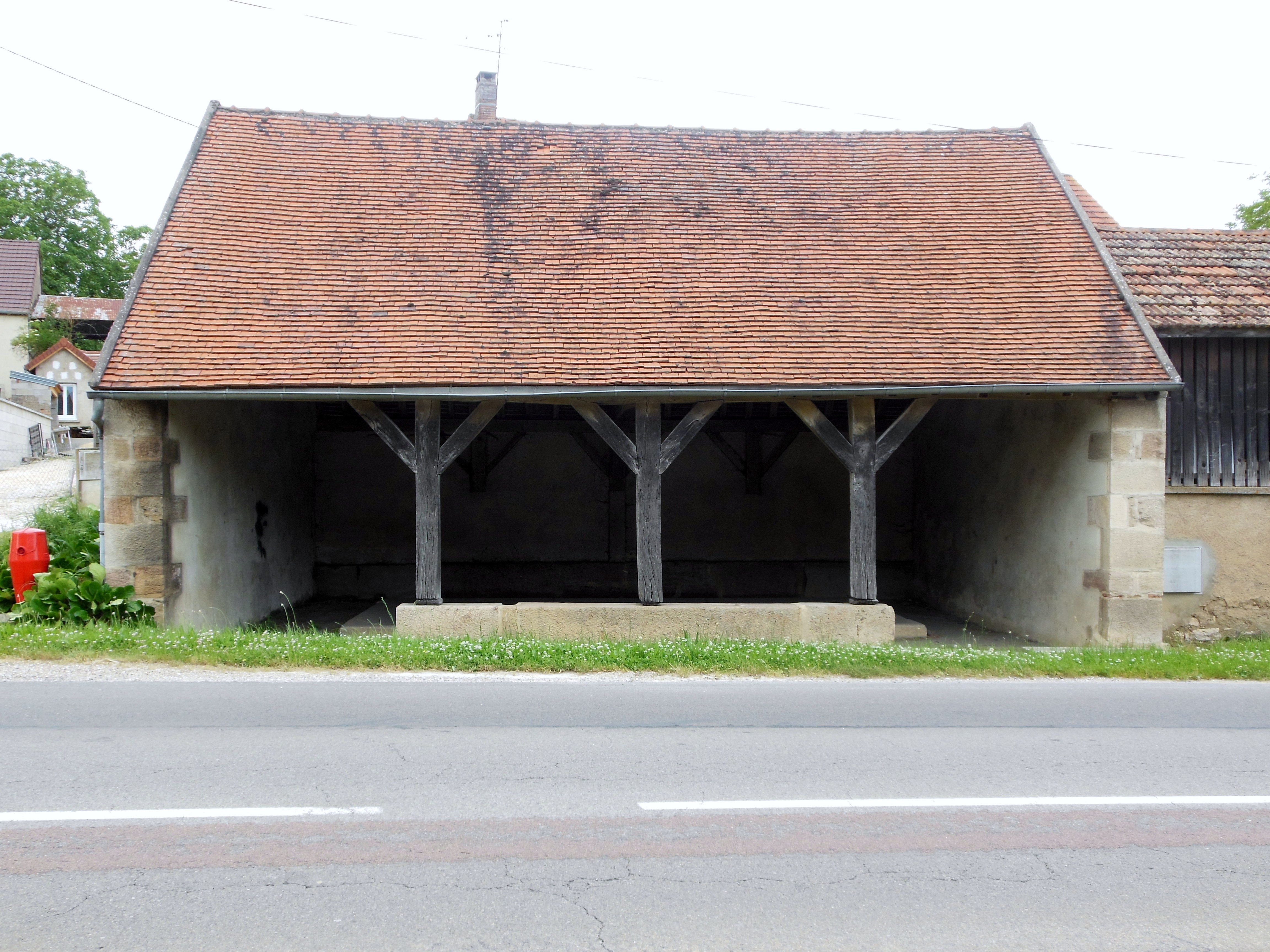
Lavoir.

### Personnalités liées à la commune
- Chanoines de la Sainte-Chapelle de Dijon, coseigneurs d'Athée (1366-1790) ;
- Louis XIV, roi de France, Marie-Thérèse d'Espagne, reine de France et Louis de France, dauphin de France, ont passé une nuit au château d'Athée, en 1674.

### Héraldique
| Blason de Athée | Blason  | Tiercé en pairle renversé : au 1er de gueules au lis des jardins d'argent, tigé et feuillé de sinople, au 2e de sinople à la tour du lieu d'argent, au 3e d'argent à la fasce ondée d'azur à la hutte d'or brochant sur le tout. |
| Blason de Athée | Détails | Le statut officiel du blason reste à déterminer. |